# ادریسی علیا
ادریسی علیا، روستایی از توابع بخش الوار گرمسیری شهرستان اندیمشک در استان خوزستان ایران است. این روستا متعلق به طایفه یعقوبوند از ایل دیرکوند می‌باشد.

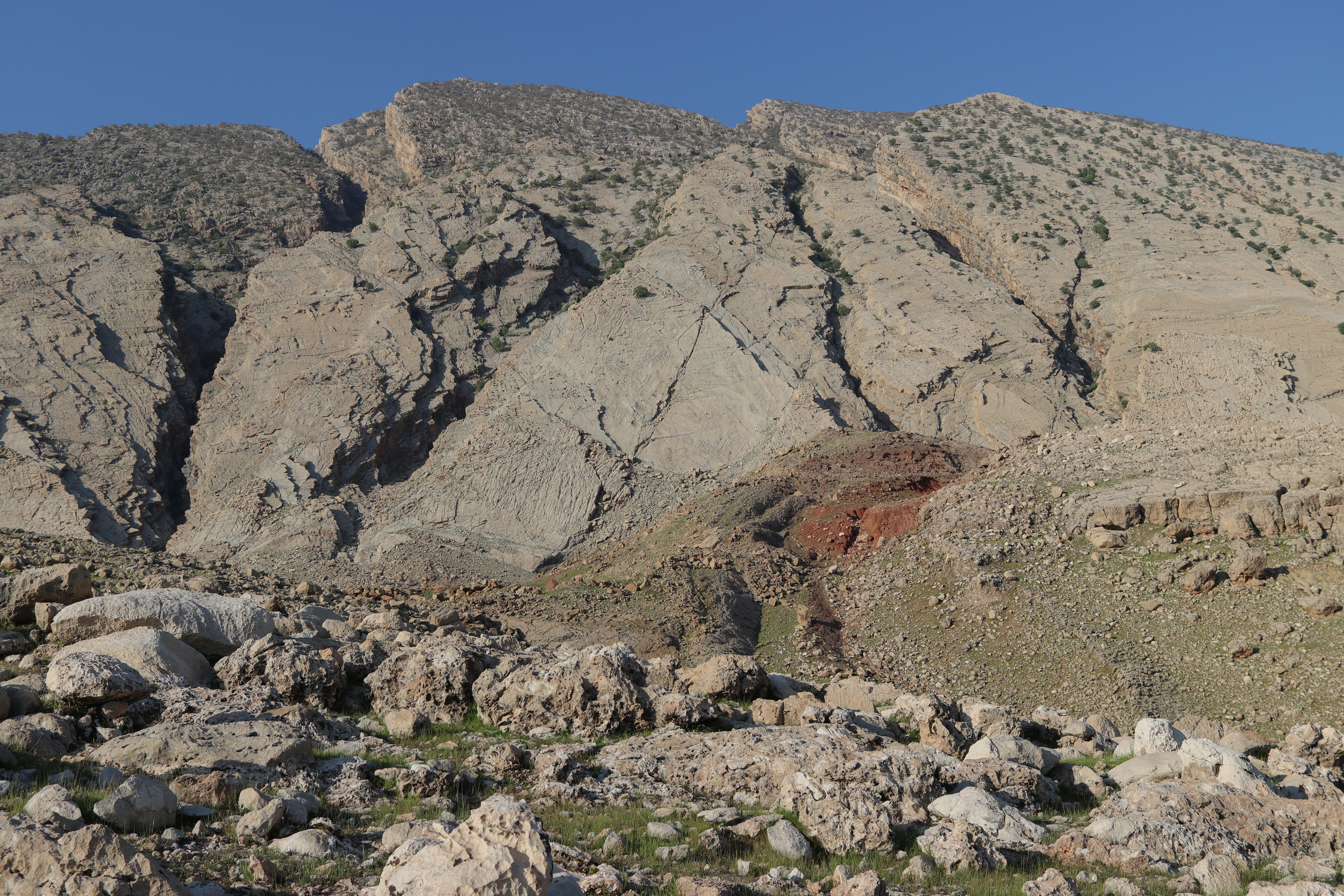
کوه ائیر، روستای ادریسی علیا

## جمعیت
این روستا در دهستان مازو قرار دارد و براساس سرشماری مرکز آمار ایران در سال ۱۳۹۵، جمعیت آن 200 نفر (52خانوار) بوده‌است.